# جاكوب بيل (رجل أعمال)
جاكوب بيل (بالإنجليزية: Jacob Bell)‏ هو رجل أعمال أمريكية، ولد في 1792 في ستامفورد في الولايات المتحدة، وتوفي في 21 يوليو 1852 في شارون سبرينغز في الولايات المتحدة.